# 크리스 몬테즈
크리스 몬테즈(Chris Montez, 1943년 ~ )는 미국의 팝 록 가수이다.
캘리포니아주 로스앤젤레스에서 태어났다. 젊었을 때부터 노래와 작곡에 열중하였고 고교를 졸업한 뒤로는 마이너 레코드에서 취입한 《레츠 댄스》가 큰 인기를 얻었다. 이어 《섬 카인더 팬》도 밀리언 셀러가 되었다. 그 후 두드러진 비약은 없었으나, 1966년에 화려한 재기에 성공해 〈콜 미〉 등을 불렀다. 특히, 라티니즘의 노래에 능숙하였으며, 《크리스 몬테스 데뷔》가 널리 알려져 있다.